# Nya lagberedningen
Nya lagberedningen var i Sverige en självständig kommitté med uppdrag att utarbeta nya lagförslag. Den tillkom 1874 som ersättare för Lagbyrån, som hade varit ett organ inom Justitiedepartementet, och verkade fram till 1894 varefter en Lagbyrå återigen inrättades i Justitiedepartementet.

## Historia
1874 års riksdag hemställde att det skulle inrättas en lagkommitté eller lagberedning med fler ledamöter än Lagbyrån, som hade inrättats 1871. Den nya kommittén eller beredningen skulle ha i uppdrag att utarbeta lagförslag, företrädesvis omfattande större delar av civilrätten eller rättegångsordningen. Med anledning av detta beslutade Kungl. Maj:t den 4 december 1874 att en kommitté för utarbetande av lagförslag, bestående av ordförande och fyra ledamöter, som omfattade större delar av civillagen eller rättegångsordningen. Kommittén kallades nya lagberedningen. En instruktion för kommittén utfärdades den 22 januari 1875. I enlighet med denna inledde nya lagberedningen sitt arbete med lagstiftningen rörande utsökningsväsendet. Ett förslag till ny utsökningslag avgavs 1876. Kungl. Maj:t lade fram förslaget till riksdagen 1877, där det antogs med smärre jämkningar, varefter en ny utsökningslag utfärdades.
Därefter tog sig nya lagberedningen an frågan om ordnandet av de privaträttsliga förhållandena mellan jord- och strandägare eller andra i avseende på vattens avledande och begagnande samt överlämnade 1877 ett förslag till förordning angående torrläggning av jord samt 1879 ett förslag till lagstiftning om de övriga delarna av vattenrätten. På grundval av nya lagberedningens förslag avläts till 1879 års riksdag en proposition med förslag till lag om dikning och annan avledning av vatten samt till 1880 års riksdag med förslag till förordning om jordägares rätt till vattnet på hans grund med flera därmed sammanhängande förordningar. År 1879 utfärdades lag angående dikning och annan avledning av vatten och 1880 övriga författningar i ämnet.
År 1879 avgav nya lagberedningen ett förslag till förordning angående tioårig och tjugoårig hävd. En proposition i ämnet överlämnades till 1881 års riksdag, som antog förslaget, och en förordning om tjugoårig hävd utfärdades samma år. I början av år 1880 tog sig nya lagberedningen an frågan om ny rättegångsordning. År 1884 överlämnade den ett förberedande utlåtande om rättegångsväsendets ombildning. Utlåtandet bestod av fyra delar. Av dessa innehåller den första grunderna för domstolsförfattningen, den andra grunderna för rättegångsordningen i tvistemål, den tredje grunderna för rättegångsordningen i brottmål samt den fjärde (som bihang till dessa förslag) planen för rikets judiciella indelning med mera. Detta förslag granskades sedan av Förstärkta lagberedningen.
Samtidigt utarbetade nya lagberedningen några mindre lagförslag på processrättens område. Två av dem, om skiljemän och om ersättning till vittnen i brottmål, upphöjdes till lag. Nya lagberedningen verkställde också en mycket begränsad revision av strafflagen, vilken lagfästes 1890.
Efter att förstärkta lagberedningen avgett sitt betänkande 1887 beslutade Kungl. Maj:t att arbetet med rättegångsordningens ombildning skulle återupptas av nya lagberedningen genom partiella reformförslag. Det första av dessa skulle avse bevisning inför rätta och vara byggt på förutsättningen att bevisprövning skulle äga rum i alla tre instanserna. Ett sådant lagförslag lades fram den 14 december 1889 och lades fram för riksdagen flera gånger, men blev alltid förkastat i andra kammaren, som krävde en utökad befogenhet för nämnden i häradsrätterna. Nya lagberedningen utarbetade också ett lagförslag om villkoren för fullföljd av talan mot utslag av allmän domstol (1892). Detta lades inte ens fram för riksdagen, eftersom man började inse att försöket att partiellt ombilda rättegångsordningen inte kunde bli framgångsrikt. Nya lagberedningen fick därför syssla med andra ämnen. Dess förslag till lag om vad till fast egendom är att hänföra upphöjdes till lag 1895.